# Masters de Hamburgo 1970
El Abierto de Hamburgo de 1970 fue un torneo de tenis jugado sobre tierra batida, que fue parte de las Masters Series. Tuvo lugar en Hamburgo, Alemania, desde el 17 de agosto hasta el 23 de agosto de 1970.

## Campeones

### Individuales
Tom Okker vence a  Ilie Năstase, 4-6, 6-3, 6-3, 6-4

### Dobles
Bob Hewitt /  Frew McMillan vencen a  Tom Okker /  Nikola Pilic, 6-3, 7-5, 6-2